# Philippe de Chauveron
Philippe de Chauveron (Parigi, 15 novembre 1965) è un regista e sceneggiatore francese.

## Biografia
Diplomatosi all'ÉSÉC di Parigi nel 1986, nel 1999 dirige il suo primo film: Les Parasites.

## Filmografia
- L'Amour aux trousses (2005)
- L'Élève Ducobu (2011)
- Les vacances de Ducobu (2012)
- Non sposate le mie figlie! (Qu'est-ce qu'on a fait au Bon Dieu?) (2014)
- Débarquement immédiat! (2016)
- Benvenuti a casa mia (À bras ouverts) (2017)
- Non sposate le mie figlie! 2 (Qu'est-ce qu'on a encore fait au bon Dieu?) (2019)
- Riunione di famiglia - Non sposate le mie figlie! 3 (2021)